# Севастьянов, Всеволод Денисович
Всеволод Денисович Севастьянов (6 июня 1929, с. Чемеровцы Каменец-Подольской (теперь - Хмельницкой обл.) – 27 марта 2013, Одесса) – зоолог, специалист-акаролог. Доктор биологических наук (1980), профессор (1982), лауреат Государственной премии в области науки и техники СССР (1980).

## Биография
Родился Всеволод Денисович Севастьянов 6 июня 1929 в селе Чемеровцы Каменец-Подольской (теперь Хмельницкой) области в семье колхозника и медсестры. В 1953 г. окончил биологический факультет Одесского государственного университета (ныне – Одесский национальный университет имени И. И. Мечникова) и начал трудовую деятельность на кафедре зоологии беспозвоночных на должности лекционного ассистента.
В 1956 г. защитил кандидатскую диссертацию по теме: «О стимулирующих влиянии естественных и синтетических стимуляторов роста растений на организм медоносной пчелы и предпосылки их применения в пчеловодства».
Работал старшим преподавателем, доцентом (с 1961 г.), заведующим кафедрой зоологии беспозвоночных ОДУ (ныне – Одесский национальный университет имени И. И. Мечникова)  (1976-1986).
В 1979 г. В. Севастьянов защитил докторскую диссертацию по теме: «Клещи когорты Tarsonemina и надсемейства Anoetidea фауны СССР».
В 1980 г. получил звание доктора наук и был утвержден в звании профессора (1982). Работал заведующим кафедрой зоологии и гидробиологии, образованной в результате слияния кафедр зоологии беспозвоночных, зоологии позвоночных и гидробиологии (1986-1990). В связи с восстановлением самостоятельности кафедры гидробиологии был заведующим кафедрой зоологии ОДУ (ныне – Одесский национальный университет имени И. И. Мечникова) (с 1990 г.).
23 марта 2013 г. умер В. Севастьянов в Одессе.

## Научная деятельность
Научную работу начал еще студентом под руководством доцента П. И. Егорова, который привил Всеволоду Денисович любовь к экспериментальным исследованиям. Работал над проблемой влияния стимуляторов роста растений (ауксинов или фитогормонов) на медоносной пчеле. Доказал, что именно гетероауксин стимулирует овогенез у медоносной пчелы, и, таким образом, не существует пропасти в физиологическому действию этих веществ на растения и беспозвоночных животных. Всесторонне изучил региональную фауну отдельных систематических групп клещей - жителей почвы. Его интересовала проблема форезии клещей, использования ими насекомых и других животных как транспорта для расселения. В результате пришел к выводу, что клещи находятся в стадии биологического прогресса, и количество видов клещей, еще неизвестных науке, достигает нескольких сотен тысяч.
Лично и вместе с учениками-аспирантами и сотрудниками кафедры обнаружил в природе и описал 177 новых для науки видов клещей.
Как соавтору двух томов трехтомного «Определитель обитающих в почве клещей» (М.: Наука, 1975, 1978) присуждена Государственная премия СССР (1980). Также награжден нагрудным знаком Высшей школы СССР «За отличные успехи в работе».
Автор 160 научных работ, в том числе соавтор четырех монографий; участник многих международных форумов (например, XIII Международного энтомологического конгресса и IX Международного коллоквиума почвенной зоологии). Педагогическая работа заключалась в совершенствовании методики преподавания зоологии в университетах и в подготовке научных и педагогических кадров.

## Труды
- О распространении и роли стимуляторов роста растений в животном организме / В. Д. Севастьянов // Успехи совр. биологии. – 1958. — Т. 46, вып. 2/5. — С. 194-207.
- Виробнича енциклопедія бджільництва / В. Д. Севастьянов. — Київ : Урожай, 1966. — 99 с.
- Принципы построения естественной системы клещей группы семейств Tarsonemina (Trombidiformes) / В. Д. Севастьянов // Морфология и диагностика клещей. — Л., 1977. — С. 56-69.
- Акаролог ведет поиск / В. Д. Севастьянов, Р. М. Короткий. – М. : Агропромиздат, 1985. – 135 с.
- Обзор клещей рода Pediculaster Vitz. (Pygmephoridae) фауны мира / В. Д. Севастьянов // Тр. Всесоюз. энтомол. о-ва. — 1988. — Т. 70. — С. 217-222.
- Новые виды клещей когорты Tarsonemina (Trombidiforшes) из Туркменистана, Украины и Российской Федерации / В. Д. Севастьянов, П. Р. Хыдыров, Т. Н. Маруш // Вестник зоологии. – 1994. – №. 6. – С. 3–10.
- Попередній опис колекції жуків І. Б. Бертольді (повідомлення друге) / В. Д. Севастьянов // Вісник Одеського державного університету. – Одеса, 2001. – Т. 6, вип.1: біологія. – С. 222–226.
- Огляд та визначник кліщів роду Calvolia (Saproglyphidae) / В. Д. Севастьянов, Д. А. Ківганов, Н. А. Джарма // Вісник Одеського національного університету. – 2005. – Т. 10, Вип. 3: Біологія. – С. 114-120.
- Коллекция голотипов сапробионтных клещей зоологического музея ОНУ / В. Д. Севастьянов // Известия Музейного фонда им. А. А. Браунера. – 2006. – Т. 3, № 3. – С. 1-11.
- New species of mites of the genus Bakerdania (Acari: Heterostigmata: Pygmephoroidea) from the Black See shore of Russia / A. A. Khaustov, V. D. Sevastianov // Acarina. – 2006. – V. 14, № 1. – P. 109-111.